# Louda
Pour les articles homonymes, voir Louda (homonymie).
Ne doit pas être confondu avec Louda-Peulh (Boussouma).
Louda est une localité située dans le département de Boussouma de la province du Sanmatenga dans la région Centre-Nord au Burkina Faso.

## Géographie
Louda est située à environ 20 km au nord de Boussouma, le chef-lieu du département, et à 6 km au sud du centre de Kaya, la principale ville régionale. Le village est à 2,5 km à l'est de la route nationale 3 reliant Kaya à Korsimoro via Boussouma.

## Histoire
En 1957, il est décidé de construire un barrage de retenue – d'un volume initial de 3,2 millions de m3 – sur le cours d'eau traversant le territoire du village afin de pratiquer l'agriculture en aval des aménagements hydroagricoles qui seront fonctionnels en 1967 avec 180 ha en exploitation. À la suite de l'ensablement ayant réduit ses capacités à 1,5 million de m3 et de la rupture d'une digue, le barrage est restauré en 2005 (renforcement de la digue, recréation d'un déversoir et désensablement). Au milieu des années 2000, le barrage retrouve une capacité de stockage de 2 millions de m3 et permet l'irrigation de 230 ha exploités par environ mille producteurs issus d'une douzaine de villages environnants.

## Économie
L'économie du village repose principalement sur l'agriculture maraîchère (1 000 tonnes en 2004) et la culture de riz pluvial (1 500 tonnes produites en 2004) pratiquées en aval du barrage de Louda dans le bas-fond irrigué ainsi que le pastoralisme.

## Éducation et santé
Louda accueille un centre de santé et de promotion sociale (CSPS) tandis que le centre médical avec antenne chirurgicale (CMA) de la province se trouve à Boussouma et que le centre hospitalier régional (CHR) est à Kaya.